# Andrey Kovatchev
Andrey Kovatchev (Андрей Андреев Ковачев), né le 13 décembre 1967 à Sofia, est un homme politique bulgare, membre de Citoyens pour le développement européen de la Bulgarie (GERB). Il est député européen depuis 2009.

## Formation
Après cinq années d'études, Andrey Kovatchev est diplômé en biologie de l'université de la Sarre, en Allemagne, en 1995. Il obtient un doctorat en sciences naturelles en 1998 dans la même université. 

## Carrière politique
Depuis 2007, Andrey Kovatchev est un vice-président de la commission des Affaires étrangères et secrétaire adjoint pour les questions internationales dans son parti politique, GERB. Andrey Kovatchev est élu député européen en 2009 et siège à partir du 24 août suivant, en remplacement de Roumania Jeleva, démissionnaire après son  entrée au gouvernement bulgare. Il devient également le chef de la délégation bulgare auprès du Parti populaire européen (PPE). Depuis mars 2011, Kovatchev est le vice-président de l'Union des Fédéralistes Européens. De 2012 à 2014, Andrey Kovatchev est vice-président de la commission des affaires étrangères au Parlement européen.  
Réélu en 2014, Andrey Kovatchev est membre du bureau du Parlement Européen, membre de la commission des affaires étrangères (AFET), membre de la sous-commission des droits de l'homme (DROI) et de la délégation pour les relations avec les États-Unis (D-US) pendant la huitième législature. Il est également membre suppléant de la commission de l'environnement, de la santé publique et de la sécurité alimentaire (ENVI) et de la délégation à la commission parlementaire mixte UE-ancienne république yougoslave de Macédoine (D-MK). Questeur du parlement, il assume également de nombreuses responsabilités dans l'administration interne de l'institution. 
Il est réélu en 2019 puis en 2024 et est de nouveau membre du bureau et questeur du Parlement européen depuis cette date.